# 1910 Fruitgum Company

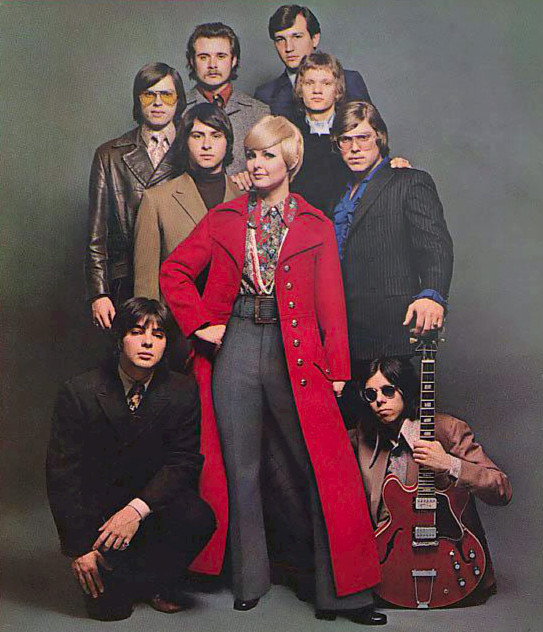
1910 Fruitgum Company (1969)

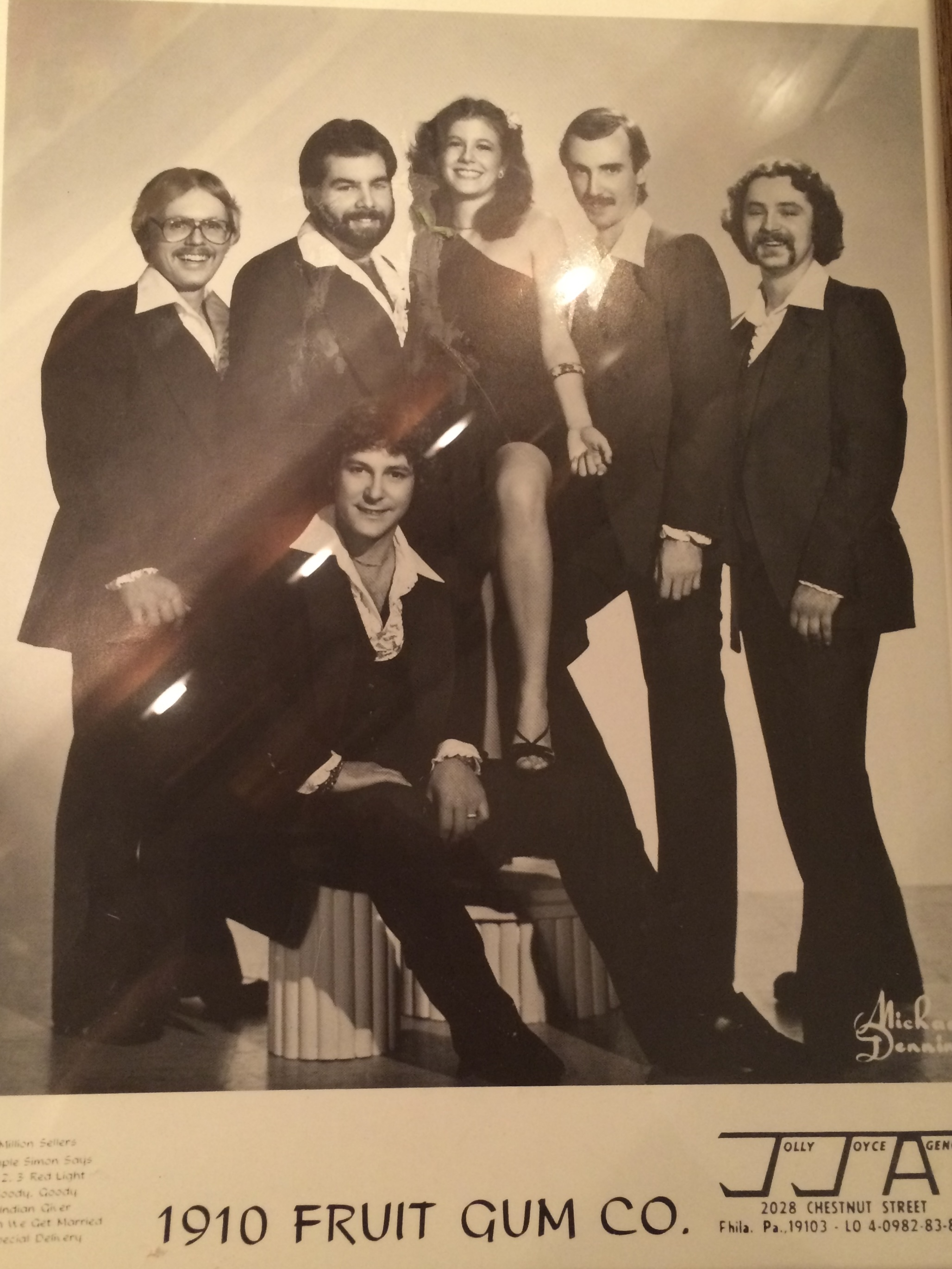
1910 Fruitgum Company (1970er-Jahre)

1910 Fruitgum Company war eine US-amerikanische Popband. Sie wurde 1966 von den Musikproduzenten Jerry Kasenetz und Jeff Katz für deren Bubblegum-Sound gegründet.

## Werdegang
Kasenetz und Katz beschlossen Mitte der 1960er Jahre, Musik zu produzieren, die speziell auf Teenager als Käuferschicht zielte. Heraus kam ein einfacher Beat-Rhythmus, der mit Kinderreimen als Refrains angereichert wurde. Sie stellten ein paar Studiomusiker zusammen, um den Song Simon Says aufzunehmen.
Der Name dieser „Retortenband“ stammte von dem Einwickelpapier eines alten Kaugummis, den sie zufällig fanden. Damit war auch die Bezeichnung für diese neue Musikrichtung gefunden: Bubblegum Music. Weitere Vertreter dieser waren zum Beispiel die Partridge Family, The Music Explosion, The Archies oder Ohio Express.
Als Simon Says ein Millionenseller wurde, musste für Tourneen eine Band zusammengestellt werden. Bis Ende 1970 wurden noch mehrere erfolgreiche Schallplatten mit wechselnden Musikern veröffentlicht, dann löste sich diese Band wieder auf.
In Deutschland ist Simon Says auch durch eine deutschsprachige Umtextung mit dem Titel Cowboy Joe bekannt. Diese wurde von Volker Rosin gesungen und war Mitte der 2000er Jahre Bestandteil einiger Kinderdisco-CDs des Solino Clubs von TUIfly.

## Diskografie

### Alben
| Jahr | Titel              | Höchstplatzierung, Gesamtwochen, AuszeichnungChartsChartplatzierungen (Jahr, Titel, Platzierungen, Wochen, Auszeichnungen, Anmerkungen) | Anmerkungen |
| Jahr | Titel              | US | Anmerkungen |
| ---- | ------------------ | --- | ----------- |
| 1968 | Simon Says         | US162 (8 Wo.)US |             |
| 1968 | 1, 2, 3, Red Light | US163 (12 Wo.)US |             |
| 1969 | Indian Giver       | US147 (8 Wo.)US |             |

Weitere Alben
- 1968: Goody Goody Gumdrops
- 1969: Hard Ride
- 1970: Juiciest Fruitgum
- 1993: Juiciest Hits
- 2001: The Best of the 1910 Fruitgum Company: Simon Says

### Singles
| Jahr | Titel Album                                          | Höchstplatzierung, Gesamtwochen, AuszeichnungChartplatzierungen (Jahr, Titel, Album, Platzierungen, Wochen, Auszeichnungen, Anmerkungen) | Höchstplatzierung, Gesamtwochen, AuszeichnungChartplatzierungen (Jahr, Titel, Album, Platzierungen, Wochen, Auszeichnungen, Anmerkungen) | Höchstplatzierung, Gesamtwochen, AuszeichnungChartplatzierungen (Jahr, Titel, Album, Platzierungen, Wochen, Auszeichnungen, Anmerkungen) | Anmerkungen |
| Jahr | Titel Album                                          | DE | UK | US | Anmerkungen |
| ---- | ---------------------------------------------------- | --- | --- | --- | ----------- |
| 1968 | Simon Says                                           | DE6 (18 Wo.)DE | UK2 (16 Wo.)UK | US4 Gold · (14 Wo.)US |             |
| 1968 | May I Take a Giant Step (Into Your Heart) Simon Says | — | — | US63 (8 Wo.)US |             |
| 1968 | 1, 2, 3, Red Light                                   | — | — | US5 Gold · (13 Wo.)US |             |
| 1968 | Goody Goody Gumdrops                                 | — | — | US37 (9 Wo.)US |             |
| 1969 | Indian Giver                                         | — | — | US5 Gold · (13 Wo.)US |             |
| 1969 | Special Delivery Indian Giver                        | — | — | US38 (9 Wo.)US |             |
| 1969 | The Train Hard Ride                                  | — | — | US57 (10 Wo.)US |             |

Weitere Singles
- 1969: When We Get Married
- 1970: Go Away